# 6,5 × 55 mm Sueco

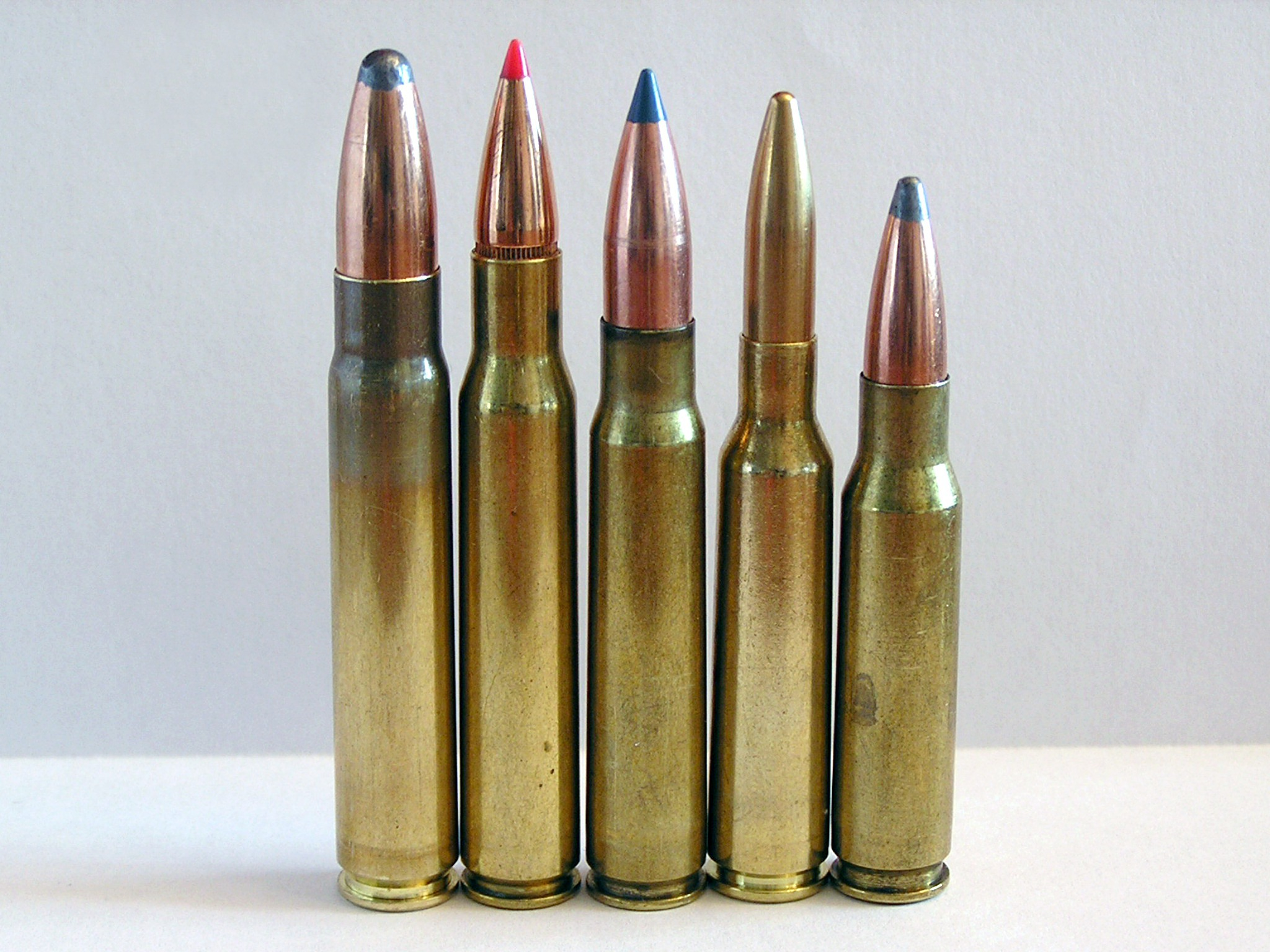
De izquierda a derecha 9.3×62mm, .30-06 Springfield, 7.92×57mm Mauser, 6.5×55mm y .308 Winchester

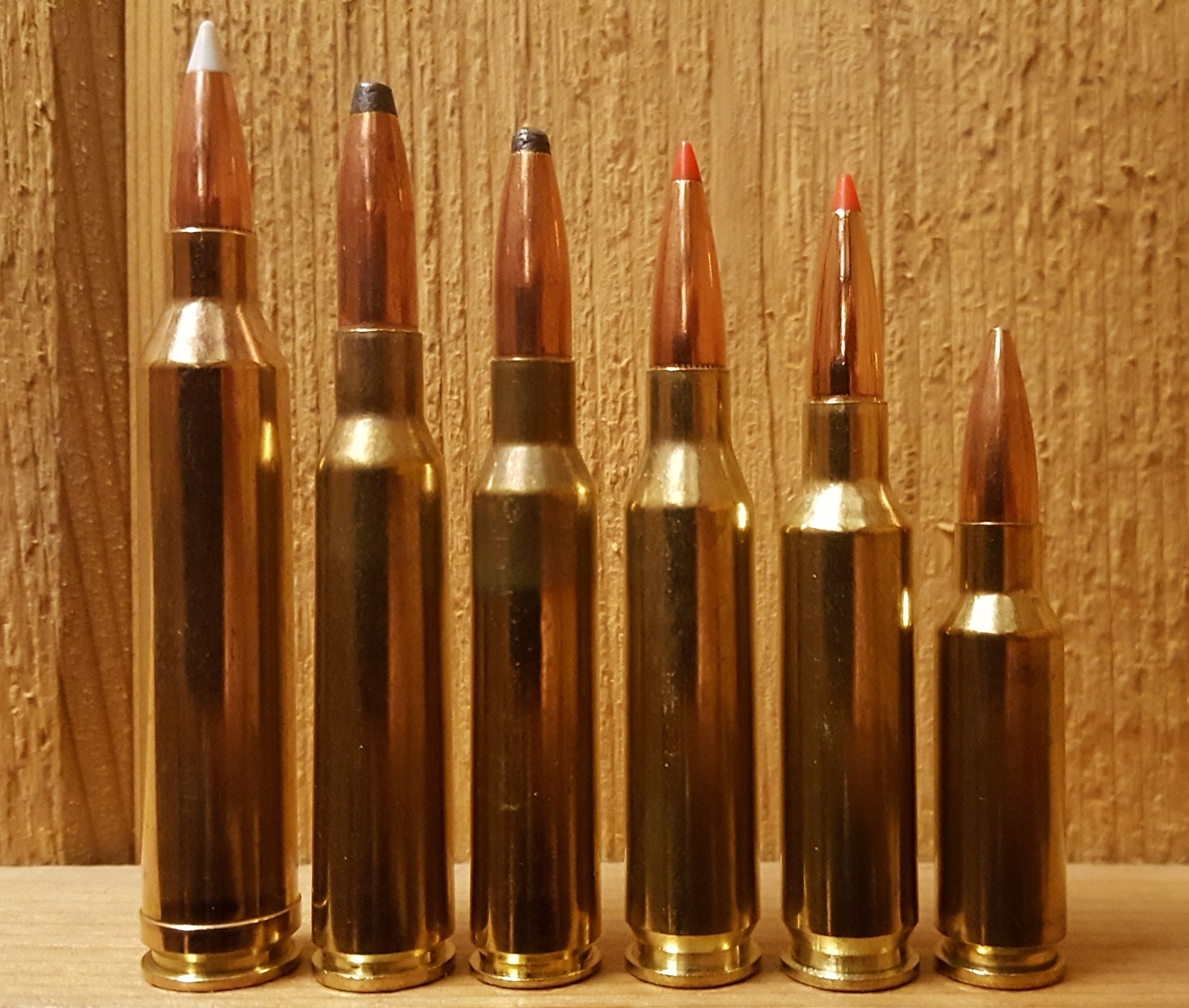
Comparación de medida de diferente munición calibre 6.5 mm de izquierda a derecha: .264 Winchester Magnum, 6.5×55mm, 6.5×52mm Carcano, .260 Remington, 6.5mm Creedmoor, y 6.5mm Grendel

El 6.5×55mm Sueco, o 6.5×55mm, o en un cartucho militar conocido también 6,5 mm patron m/94 (6,5 mm ptr m/94), que significa "6.5 mm modelo de cartucho 1894".  Fue introducido en la década de 1890, y es todavía uno de los cartuchos más comunes en rifles modernos construyeron para el mercado escandinavo hoy. El cartucho estuvo desarrollado en un esfuerzo en conjunto entre Noruega y Suecia, que empieza en 1891 para uso en los rifles de servicio de entonces para la Unión entre Suecia y Noruega. En 1893, el cartucho estuvo estandarizado y adoptado bajo el nombre 6.5×55mm para facilitar cooperación logística entre Noruega y Suecia. Las dos naciones tuvieron ejércitos independientes y consiguientemente el procedimiento normal en el tiempo era para sus gobiernos respectivos para utilizar la misma munición y entonces adquirir armas pequeñas de su elección. Noruega adoptó el Krag–Jørgensen M/1894 rifle, mientras Suecia adoptó el Mauser m/1896, diseñado en base al Mauser Modelo 1893, a su vez moldeado alrededor del 7×57mm Mauser.
El 6.5×55mm el cartucho tiene un diámetro de bala más pequeño y menos retroceso que otros cartuchos de rifles de servicio como el  8×57mm, .30-06 Springfield y 7.62×51mm OTAN. 

## Historia y desarrollo
En 1886, Francia introdujo un cartucho para uso con el entonces-nueva pólvora sin humo, introducido como Poudre B, en el patron 1886 8×50mmR Lebel, el cual empezó una revolución de munición de rifle militar.
En 1891, el sueco-Comisión de Rifle noruego empezó su trabajo. Después de pruebas balísticas extensas donde diferentes calibers estuvo probado (8 mm, 7.5 mm, 7 mm, 6.5 mm etc.), el optimal caliber estuvo determinado para ser 6.5 mm (0.256 en). Siguiendo esta decisión, un noruego de junta-la comisión sueca estuvo establecida en diciembre de 1893. Esta comisión trabajada a través de una serie de reuniones para decidir en las medidas diferentes para el caso de cartucho. Los noruegos temprano presentaron un 6.5 mm rimless diseño de cartucho, pero el Swedes quiso un rimmed cartucho. Como compromise, los noruegos produjeron un experimentales semi-rimmed cartucho qué era muy similar a qué devendría la versión final. Los Casos de Cartucho del libro refiere a este cartucho cuando 6,5mm noruego Experimantal. Este cartucho tuvo un 6.7 mm bala, un 55 mm caso largo, pero diferido de qué devenía la versión final por habiendo un ligeramente menos tapered hombro, un diámetro ligeramente más pequeño base (11.75 mm) así como siendo semi-rimmed (12.6 mm). Aun así, después de un firearm manifestación por Mauser, el Swedes cambió su mente y quiso un rimless diseño. Después de discusiones más lejanas, un rimless caso de cartucho de 55 mm la longitud estuvo aprobada, y cada medida posible (diámetro en base, diámetro en cuello, ángulo de caso, ángulo de hombro etc.) estuvo decidido a. Las dimensiones correspondientes del cuarto de cartucho para ser utilizado en un rifle de servicio futuro era también determinó. En el tiempo de su desarrollo el 6.5×55mm era un alto-rendimiento smokeless-cartucho de polvo. El diseño del noruego de junta-la comisión sueca era posteriormente adoptada por los gobiernos noruegos y suecos, y servicio introducido en los ejércitos noruegos y suecos. El cartucho era también adoptado por el danés, noruego y el civil sueco que dispara asociaciones DDS, DFS y FSR.

## Especificaciones del cartucho
Todos los rifles de cerrojo Mauser suecos eran probados con un cartucho 6.5×55mm que desarrolla aproximadamente 455 MPa (65 992 psi) MPa (65,992 psi) piezo presión (55,000 TAZA ).

### C.I.P. Especificaciones
El casquillo del 6.5×55mm tiene la capacidad  3.75 ml (57.9 gr H2O). La forma exterior del caso estuvo diseñada para promover alimentación de caso fiable y extracción en rifles de cerrojo y ametralladoras igualmente, bajo condiciones extremas.

### SAAMI Especificaciones
El SAAMI presión mediana máxima (MAPA) para este cartucho es 51,000 psi (351.6 ) piezo la presión medida con presión piezoeléctrica moderna gauges que más con exactitud presiones de cuarto de la medida o alternativamente 46,000 TAZA psi midió por el (outdated) deformación de un cilindro cobrizo.

### Cartuchos
Varias variantes militares del 6.5×55mm el cartucho ha sido desarrollado sobre los años; a tipos les gusta la precisión realzada, la armadura que agujerea, tracer, espacio, inerte y entrenando los cartuchos han sido disponibles. Ver la mesa en el fondo del artículo para una visión general del más común 6.5×55mm cartuchos militares que ha sido utilizado.

#### Ronda militar de punta redonda (1894)

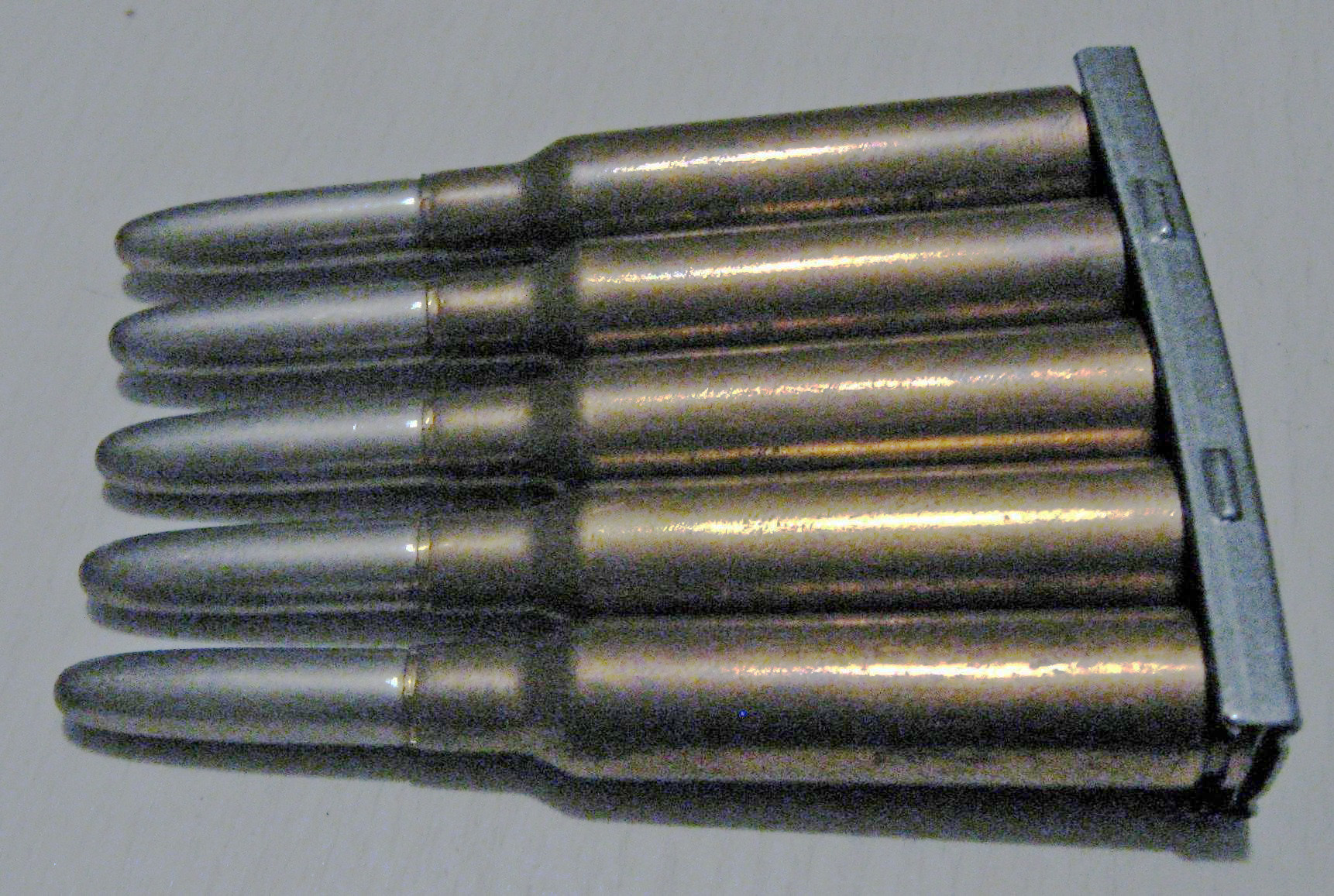
Sueco 6,5 mm skarp patron m/94 projektil m/94 munición de pelota

#### Spitzer militar (1941)

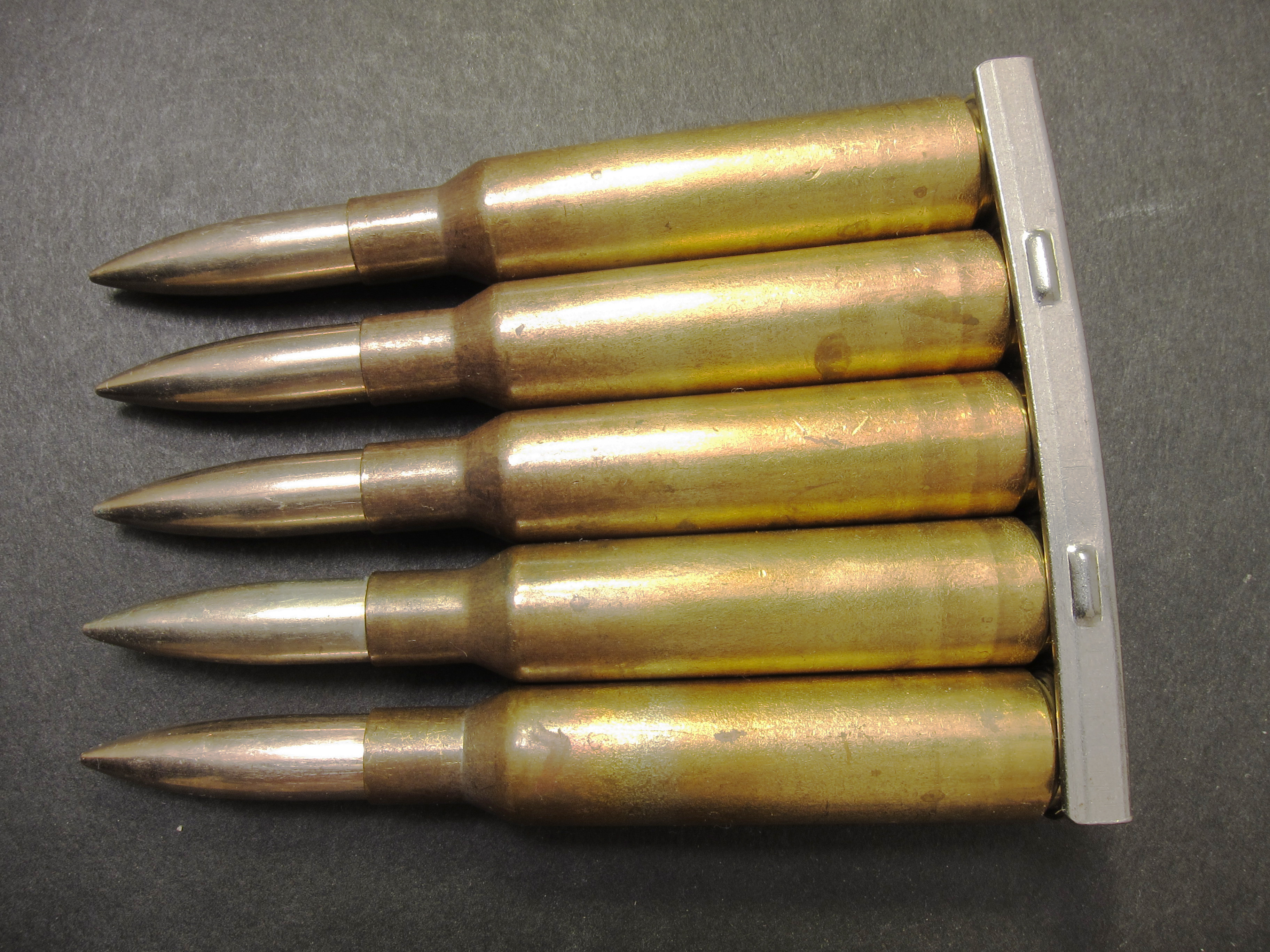
Sueco 6,5 mm skarp patron m/94 projektil m/41 prickskytte munición encamisada

El nuevo spitzer el cartucho estuvo adoptado de alrededor 1941 en adelante. Cuando la ronda original-nosed m/94 proyectil era obsoleto en comparación, el nuevo spitzer el proyectil vino para reemplazar el viejo m/94 proyectil como el cartucho de pelota de servicio nuevo casi inmediatamente a ser adoptó.

## Uso deportivo

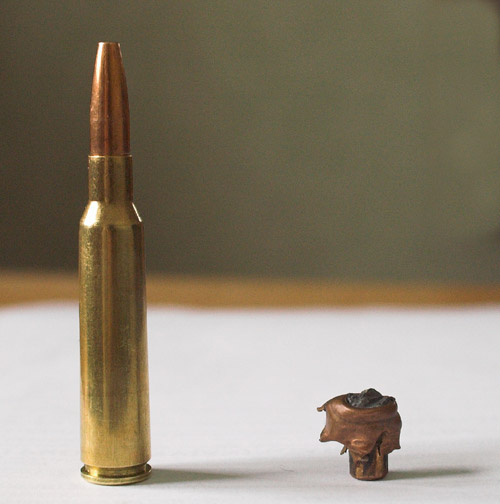
Bala de expansión controlada de un 6.5×55mm antes y después de expandirse. La base larga y la expansión del diámetro ofrecen una densidad seccional que garantiza una buena penetración. La foto muestra una bala que penetró un Wapiti alojándose en los tejidos internos.

El 6.5×55mm Sueco es muy apreciado para la caza Mayor en Europa, particularmente en Escandinavia, donde se usa ampliamente para cazar alces. En otros países es usado para la caza de cérvidos de tamaño medio y goza de mucha popularidad debido al poco retroceso que genera sumado a la alta densidad seccional de la bala, que le confiere una alta penetración. 
A pesar de su popularidad entre un nicho dedicado de cazadores americanos,los fabricantes de rifles deportivos en los EE. UU. lo han ignorado mayormente. Para el año 2014  había al menos cuatro fabricantes importantes de armas incluyendo, Thompson Center, Barrett Firearms (Fieldcraft), Remington, y Ruger produciendo un rifle deportivo en recamarado para el 6.5×55mm Sueco.
Debido al alto coeficiente balístico de las balas calibre 6.5 (.264"), el 6.5×55mm ha tenido éxito en concursos de tiro de 300 a1,000 metros (328 – 1,094 yardas ). El 6.5×55mm fue ampliamente utilizado en competencias de fullbore biathlon hasta 1975 (cuándo fue reemplazado por el .22 Long RIfle (.22 LR) rimfire), debido a su exactitud inherente y popularidad histórica con las naciones escandinavas quiénes han dominado este deporte. El 6.5×55m era y está utilizado para 1,000 yd (914.4 m) apunta disparar disciplinas como Clase-F y benchrest. El cartucho es también utilizado por tiradores escandinavos con el Sauer 200 STR (rifle de objetivo escandinavo) como su rifle de competencia, así como tiradores de silueta metálica. En América del Norte el 6.5×55mm era el tercer calibre más mencionado por los tiradores de silueta metálica en los nacionales del 2013.